# Einar Liberg
Einar Liberg (Elverum, 16 ottobre 1873 – Oslo, 11 settembre 1955) è stato un tiratore a segno norvegese.
Ha conquistato sette medaglie olimpiche in quattro partecipazioni ai giochi (1908, 1912, 1920, 1924).

## Palmarès
Olimpiadi
- 7 medaglie:
  - 4 ori (carabina libera a squadre a Londra 1908, bersaglio mobile a squadre a Anversa 1920, bersaglio mobile colpo doppio a squadre a Anversa 1920, bersaglio mobile a squadre a Parigi 1924)
  - 2 argenti (carabina libera a squadre a Stoccolma 1912, bersaglio mobile colpo doppio a squadre a Parigi 1924)
  - 1 bronzo (bersaglio mobile colpo doppio individuale a Anversa 1920)